# 東京都立白鷺特別支援学校
東京都立白鷺特別支援学校（とうきょうとりつ しらさぎとくべつしえんがっこう）は、東京都江戸川区東小松川四丁目50番1号にある公立特別支援学校。知的障害者を教育対象とする。

## 設置学部
- 高等部

## 通学区域
江戸川区（下記以外の地域）
- 東京都立江東特別支援学校の学区：西葛西6～8丁目、中葛西5～8丁目、臨海町、清新町、東葛西4、6～9丁目、南葛西

## 主な進学元
- 東京都立鹿本学園

## 部活動
- バスケットボール部
- サッカー部
- 陸上部
- ダンス部
- フレンドリーボール部
- 美術部
- 和太鼓部[2]

## 歴史
- 1986年4月1日 - 開校
- 2008年4月1日 - 学校名を「東京都立白鷺養護学校」から「東京都立白鷺特別支援学校」に変更